# Clyde (Texas)
Clyde és una població dels Estats Units a l'estat de Texas. Segons el cens del 2000 tenia 3.345 habitants.

## Demografia
Segons el cens del 2000, Clyde tenia 3.345 habitants, 1.292 habitatges, i 989 famílies. La densitat de població era de 540,4 habitants/km².
Dels 1.292 habitatges en un 36,5% hi vivien nens de menys de 18 anys, en un 60,2% hi vivien parelles casades, en un 13,9% dones solteres, i en un 23,4% no eren unitats familiars. En el 22% dels habitatges hi vivien persones soles el 12,5% de les quals corresponia a persones de 65 anys o més que vivien soles. El nombre mitjà de persones vivint en cada habitatge era de 2,56 i el nombre mitjà de persones que vivien en cada família era de 2,96.
Per edats la població es repartia de la següent manera: un 28,7% tenia menys de 18 anys, un 6,8% entre 18 i 24, un 25% entre 25 i 44, un 21,8% de 45 a 60 i un 17,7% 65 anys o més.
L'edat mediana era de 37 anys. Per cada 100 dones de 18 o més anys hi havia 82,5 homes.
La renda mediana per habitatge era de 33.085 $ i la renda mediana per família de 37.257 $. Els homes tenien una renda mediana de 27.426 $ mentre que les dones 22.188 $. La renda per capita de la població era de 15.699 $. Aproximadament el 5,3% de les famílies i el 8% de la població estaven per davall del llindar de pobresa.

## Poblacions més properes
El següent diagrama mostra les poblacions més properes.